# Cyclaspis sublevis
Cyclaspis sublevis är en kräftdjursart som beskrevs av Hale 1948. Cyclaspis sublevis ingår i släktet Cyclaspis och familjen Bodotriidae. Inga underarter finns listade i Catalogue of Life.